# Szczyt w Palermo
Szczyt w Palermo (z ang. Grand Hotel des Palmes Mafia meeting 1957) – spotkanie czołowych przedstawicieli mafii sycylijskiej i mafii amerykańskiej, które odbyło się w dniach 10–14 (lub 12-16) października 1957 roku w eleganckich i szykownie urządzonych apartamentach Grand Hotel des Palmes (z wł. Albergo e delle Palme). Główne rozmowy odbywały się w Sali Wagnera.
Delegacji amerykańskiej przewodniczył Joe Bonanno – boss Rodziny Bonanno - historycznie jeden z pięciu pierwszych bossów nowoczesnej mafii amerykańskiej.
Oprócz niego obecni byli m.in.: Carmine Galante; John Bonventre, Frank Garofalo, Antonio, Guiseppe i Gaspare Maggadino (kuzyni Bonanno), John Priziola (szef z Detroit), Santo Sorge, John di Bella, Nick Gentile, Vito Vitale.
Wśród przedstawicieli mafii sycylijskiej znaleźli się m.in.: Don Giuseppe Genco Russo (przewodniczył delegacji; boss mafii sycylijskiej po śmierci Don Calogera Vizziniego w 1954 roku), Vincenzo Rimi, Salvatore i Angelo La Barbera, Salvatore Greco, Diego Plaja, Don Mimi La Fata, Calcedonio Di Pisa, Tommaso Buscetta i Gaetano Badalamenti.
W sumie zebrało się trzydziestu kilku gangsterów.
Wśród obecnych należy wymienić Lucky Luciano (w 1946 roku został deportowany do Włoch), który był pomysłodawcą tego spotkania. Nie bez przyczyny wskazał, aby na czele delegacji amerykańskiej stanął Joe Bonanno (urodził się w Castellammare del Golfo i najsilniej z bossów przywiązywał wagę do sycylijskiej tradycji).

## Powody zorganizowania szczytu
Podczas słynnej konferencji Hawańskiej mafiosi poruszyli m.in. kwestię handlu narkotykami. Ustalono kompromis, że każda z pięciu rodzin sama decyduje, czy wchodzi lub nie w ten dochodowy handel.
W latach pięćdziesiątych przedstawiciele pięciu rodzin i ich partnerzy dostarczali ok. 90–95% heroiny na rynek amerykański (przemyt odbywał się w ramach French Connection – port w Marsylii przy współpracy z mafią korsykańską).
W latach 1950–1951 odbyły się obrady Komisji Kefauvera. Przesłuchano ponad 600 świadków (transmisja na żywo przez telewizję). Po raz pierwszy obywatele amerykańscy zobaczyli na własne oczy czołowych przedstawicieli świata przestępczego. Zeznania ujawniły szereg korupcyjnych i bezprawnych powiązań świata przestępczego – polityki – biznesu.
Ponadto w roku 1956 Kongres Stanów Zjednoczonych uchwalił surowe prawo antynarkotykowe (Narcotic Control Act), które przewidywało, że każdemu złapanemu handlarzowi narkotyków groziła kara 14 lat pozbawienia wolności. 
W niedługim czasie wielu członków pięciu rodzin trafiło za kratki. 
Na problemy w amerykańskim świecie przestępczym nałożyły się zdarzenia m.in.: 
- likwidacja Williego Morettiego w 1951 roku (po ujawnieniu jego zeznań przed komisją Keafuvera),
- likwidacja Vincenta Mangano w 1951 roku. Albert Anastasia stanął wówczas na czele jego rodziny,
- deportacja Joe Adonisa w 1956 roku,
- próba zabójstwa Franka Costello przez człowieka Vito Genovese – Vincenta "the Chin" Gigante – 2 maja 1957. Frank Costello objął rządy w rodzinie Luciano po jego deportacji. Na początku lat 50. Genovese podjął decyzję o objęciu z kolei władzy w rodzinie Costello.

Widząc, że świat mafijny stworzony w 1931 roku (w wyniku wojny castellammaryjskiej) przeżywa problemy Lucky Luciano (przebywający na wygnaniu we Włoszech) podjął decyzję o podjęciu stanowczych kroków w celu uzdrowienia sytuacji.

## Główne tematy szczytu
Podczas kilkudniowego spotkania poruszona została główna kwestia – handel narkotykami (głównie heroiną) – (produkcja – przemyt – sprzedaż). Od tej pory to Sycylijczycy dostali wyłączność na przemyt heroiny do Stanów Zjednoczonych w ramach tworzonego Palermo Connection. Wielu z tych sycylijskich producentów/przemytników miało czyste kartoteki (żadnych zdjęć ani odcisków palców, nie figurowali oni w policyjnych kartotekach). W ten sposób mogli bez większych przeszkód dostarczać narkotyki w odróżnieniu od ich amerykańskich kompanów. W ten sposób mafijne amerykańskie rodzinny chciały się oczyścić swój wizerunek w mediach, uwolnić od powiązań z handlem narkotykami, a tym samym od nacisków ze strony władz.
Powstała CUPOLA – komisja mafii sycylijskiej (na wzór Komisji Syndykatu) – zgodnie z intencją Luciano.
Innym poruszonym tematem była kwestia krwiożerczego Alberta Anastasii – jego mordercze zapędy nie były już na rękę ani Luciano ani Meyerowi Lansky'emu. Najprawdopodobniej tutaj w Grand Hotel des Palmes podjęto decyzję o likwidacji Anastasii – szef Murder, Inc. Wyrok na nim wykonano kilkanaście dni później w Nowym Jorku.

## Wydarzenia po Szczycie w Palermo
Owocem spotkania w Palermo była późniejsza Konferencja w Apalachin, podczas której (zanim została przerwana przez nalot stanowej policji i agentów federalnych) potwierdzono heroinowy biznes (został on ujawniony podczas nowojorskiego procesu Pizza Connection w latach 1985–1987).
Innym ciekawym wydarzeniem - będącym nieformalnym ustaleniem z Palermo – było wrobienie w 1959 roku Vito Genovese w aferę narkotykową. Został on skazany na 15 lat, zmarł w więzieniu 1969 roku. Palce maczali w tej intrydze Luciano, Lansky, Costello i Carlo Gambino.
Za narkotyki został skazany inny niepokorny gangster – Carmine Galante (w 1962 roku na 20 lat,  wyszedł w 1974, ponownie trafił za kratki w 1978, w 1979 roku po wyjściu na wolność został zastrzelony).
Z biegiem czasu port w Palermo stał się głównym kanałem przerzutowym heroiny do Stanów (od drugiej połowy lat 60., poprzez lata (apogeum) 70. i 80.). Sycylijczycy przemycali towar na podstawie mocy umowy z Grand Hotel des Palmes.